# Villa Comério

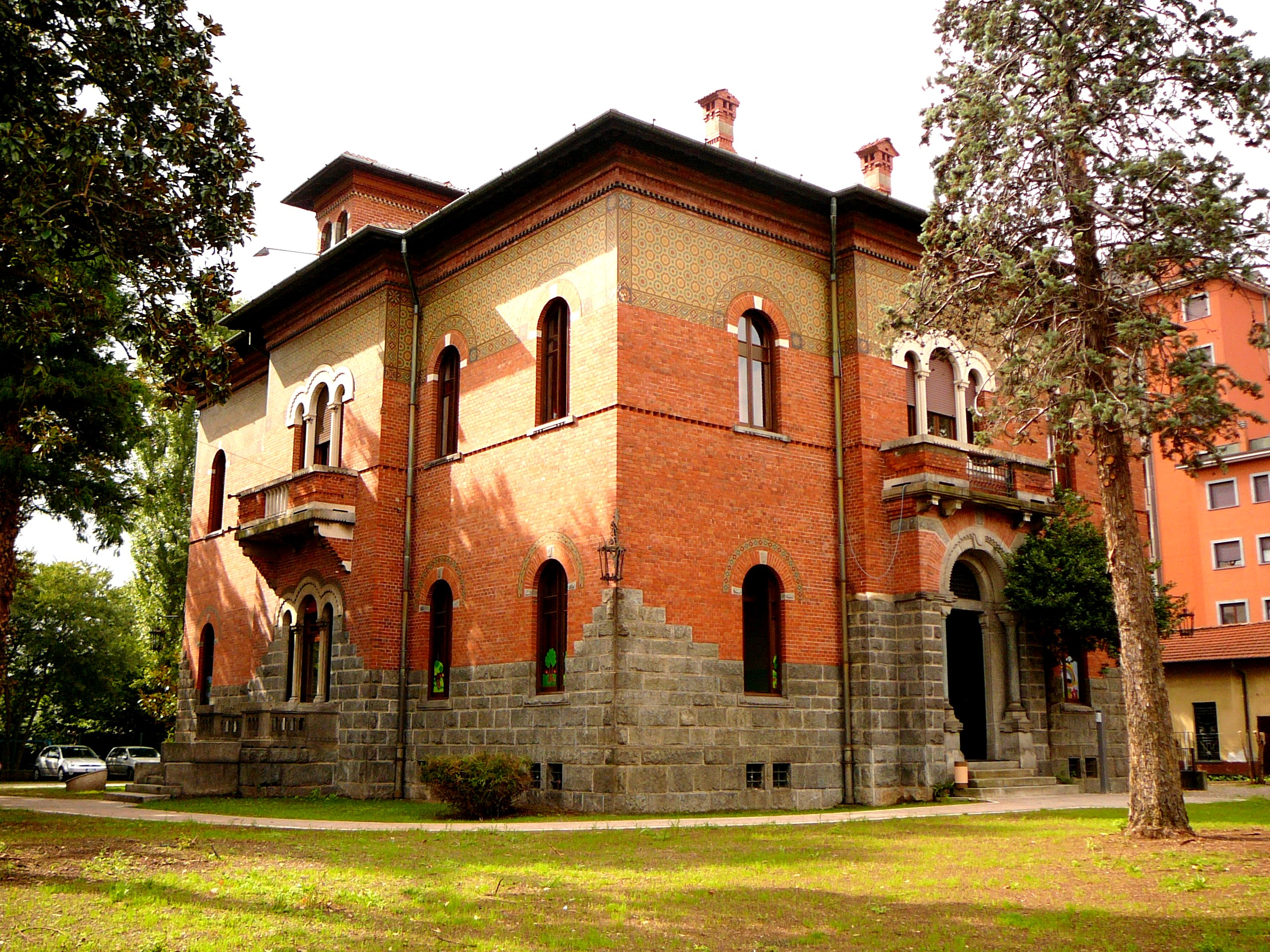
Villa Comério, Busto Arsizio, Itália.

A Villa Comério (em italiano: Villa Comerio) é um palacete histórico localizado em Busto Arsizio, na província de Varese, Itália. Foi construído em 1923 a pedido do industrial italiano Ercole Comério, que queria construir a sua residência próximo à sua empresa, a fábrica Comerio Ercole, fundada em 1885. O projeto da vila italiana foi desenhado pelo arquiteto Camillo Crespi Balbi. No ano de 1977, a família Comério fez uma doação da propriedade, em face do Município de Busto Arsizio. Atualmente, ao lado do palacete, funciona o Jardim de infância "Bianca Garavaglia".

## História
A vila foi construída na esquina das Ruas Magenta e Silvio Pellico, a uma curta distância do centro histórico da cidade de Busto Arsizio, e adjacente a fábrica Comerio Ercole. Esta ainda existe, entretanto tem hoje a sua sede em Castellanza, que também fica em Busto Arsizio. A antiga sede da fábrica hoje é um parque histórico que fornece acesso a Villa Comério.
O palacete é rodeado por um grande jardim e a sua escadaria apresenta características semelhantes às existentes em outras vilas italianas projetadas por Balbi, como, por exemplo, os degraus projetados em placas de pedra rosa. O saguão principal tem uma decoração detalhada, com o teto embelezado com motivos geométricos-florais. Estes detalhes lembram a arquitetura da Villa Ottolini-Tovaglieri, também obra de Balbi.

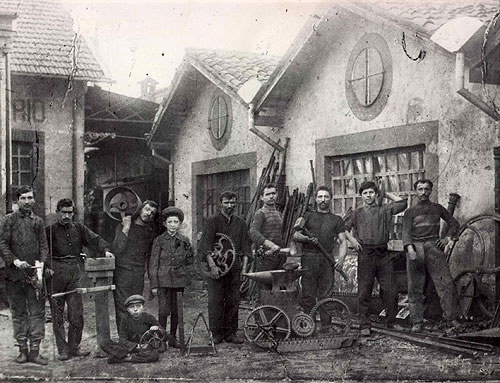
Operários da Fábrica Comerio Ercole.

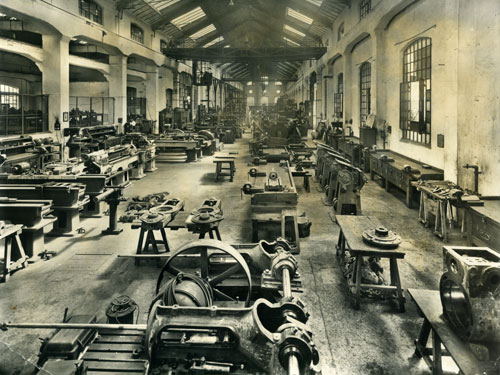
Fábrica Comerio Ercole em 1920.

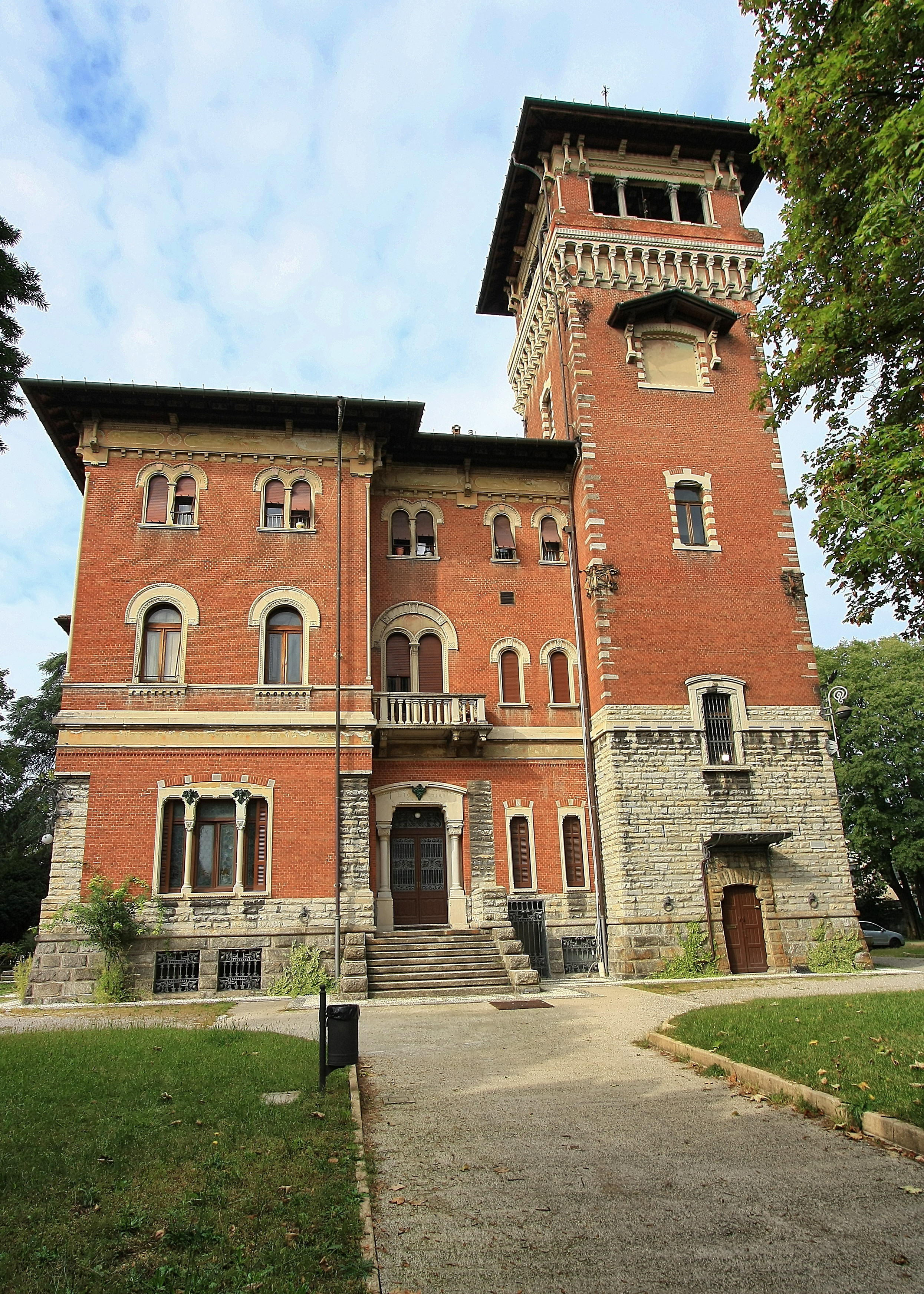
Villa Ottolini-Tosi, projetada em 1902 pelo arquiteto Camilo Balbi, que tem uma arquitetura semelhante a Villa Comério.

## Ercole Comério
Ercole Comério, no século XIX, foi o fundador da fábrica que leva o seu nome Comerio Ercole. Esta é uma empresa de design e construção de máquinas e instalações para a indústria têxtil.